# アジアンボス
Asian Bossは2013年に設立されたYouTubeチャンネルで、アジアに関するさまざまな問題について論じている。

## 来歴
Asian Bossは、社会における「格差の拡大」を目の当たりにした元企業弁護士のスティーブン・パークと元建築家の茨木圭によって2013年に設立された。当時は2人とも動画編集の経験がなく、YouTubeのチュートリアルを見て勉強したという。
朴によれば、多くの動画は政治的に敏感であるという理由でYouTubeによって削除され、運営資金を投資家に頼っていたという。
2019年のインタビューで茨木は、特定のトピックについてメディアには大きな偏向があるため、チャンネルはできるだけ中立を保ち、被写体が自由に発言できるようにし、反対意見を持つ回答者を見つけるために多大な努力を払っていると述べた。 このチャンネルは、アジアに関心のある英語を話す世界中の視聴者をターゲットにしており、視聴者の30％はアメリカからのものである。
2020年、ジャパンタイムズ紙は、日本人の生活や意見に真の洞察を得ようとする海外ベースのYouTubeチャンネルの例として、Asian Bossを挙げた。
2021年1月、朴はビデオで、出資者の多くが廃業したため、チャンネルが閉鎖間近であることを明らかにし、チャンネルのGoFundMeページを発表、 立ち上げ、700,000ドルの資金調達を目指している。2021年2月4日現在、745,000ドル以上の寄付が寄せられている。

## 論争
2019年、同チャンネルは、2021年公開予定の『商奇と十輪伝説』でスーパーヒーローの商奇を演じるには俳優のシム・リューが「醜すぎる」かどうかについて北京市民にインタビューした動画を公開した。リウはこの動画に対し、他人の拒絶や疑念に直面することについて「とても教えられる瞬間」だとし、チャンネルは今後「よりジャーナリスティックで創造的な誠実さ」をもってトピックに取り組むべきだと提案した。その後、ビデオはYouTubeから削除された。 2021年1月、韓国のテレビドラマ「イカゲーム」のフィリピン人俳優が、アジアン・ボスのビデオで韓国での差別について訴えた。
2022年、『英文台湾日報』は、台北市西門町の街頭インタビューにおいて、民進党の視点から十分なインタビューが得られた後、国民党の視点からのインタビューを事前に選別しようとしたと報じた。

## レファレンス
1. 1 2 3  Lukman (2019年11月5日). “Kei Ibaraki: Busting Asian stereotypes by the upload” (英語). The Jakarta Post. 2022年5月10日閲覧。
2. 1 2  Tan (2021年1月26日). “Asian Boss Turns To Crowdfunding After These 3 Factors Led To Their Potential Shutdown” (英語). vulcanpost.com. 2021年2月4日閲覧。
3. ↑  Michel (2020年3月7日). “YouTube content that attempts to find real Japanese opinions” (英語). The Japan Times. 2022年5月10日閲覧。
4. ↑  Angela Donato (2021年1月25日). “Global Media Company Asian Boss Is In Danger Of Shutting Down”. The Beacon. 2022年6月24日閲覧。
5. ↑  Grace Kim (2021年3月15日). “NextShark: 'I failed as a leader': Asian Boss Founder Reveals Nearly Half of Remaining Employees Resigned”. news.yahoo.com. 2022年6月24日閲覧。
6. ↑  Kimberly Yam (2019年8月12日). “Simu Liu Responds To Critics Who Claim He's 'Too Ugly' To Play Shang-Chi” (英語). HuffPost. 2022年5月10日閲覧。
7. ↑  Christian Fußy (2019年8月19日). “Zu hässlich fürs MCU? "Shang Chi"-Star kommentiert bescheuerte YouTube-Umfrage mit ordentlich Stil” (ドイツ語). filmstarts.de. 2022年6月24日閲覧。
8. ↑  “Filipino actor in 'Squid Game' reflects on discrimination experienced in Korea”. The Korea Times (2021年1月11日). 2022年6月24日閲覧。
9. ↑  Everington (2022年1月12日). “Asian Boss accused of seeking pro-KMT viewpoints for Taiwan street interviews”. Taiwan News. 2022年5月10日閲覧。